# Пайо, Санди
Санди́ Пайо́ (фр. Sandy Paillot; 27 февраля 1987, Лион, Франция) — французский футболист, защитник клуба «Шоле».

## Карьера

### Клубная
Воспитанник футбольной школы лионского «Олимпика», в котором начал и профессиональную карьеру в 2007 году. За основной состав в официальном матче впервые сыграл 6 января 2008 года, выйдя на замену в кубковой встрече с клубом «Кретёй», а уже 23 января дебютировал и в чемпионате, опять же выйдя на замену в матче против клуба «Лорьян». 31 января был отдан в аренду до конца сезона в клуб «Гренобль», вместе с которым завоевал по итогам сезона право выступать в элитном дивизионе. После завершения сезона, а вместе с ним и срока аренды, «Гренобль» решил продлить отношения с Санди и по результатам переговоров с «Олимпиком», было достигнуто соглашение о новом, теперь уже годичном договоре аренды.

### В сборной
Сыграл 1 раз за молодёжную сборную Франции в товарищеском матче с молодёжной сборной Чехии.